# McQueeney
McQueeney è un census-designated place degli Stati Uniti d'America situato nella contea di Guadalupe dello Stato del Texas.
La popolazione era di 2.545 persone al censimento del 2010. Fa parte dell'area metropolitana di San Antonio.

## Geografia fisica
McQueeney è situata a 29°35′53″N 98°02′36″W (29.598103, -98.043468), circa 30 miglia (48 km) a est di San Antonio e 50 miglia (80 chilometri) a sud di Austin.
Secondo lo United States Census Bureau, ha un'area totale di 4,6 miglia quadrate (12 km²), di cui 4,2 miglia quadrate (11 km²) di terreno e 0,4 miglia quadrate (1,0 km², 9.59%) d'acqua.

## Società

### Evoluzione demografica
Secondo il censimento del 2000, c'erano 2.527 persone, 1.018 nuclei familiari e 722 famiglie residenti nella città. La densità di popolazione era di 608,8 persone per miglio quadrato (235,1/km²). C'erano 1.269 unità abitative a una densità media di 305,7 per miglio quadrato (118,1/km²). La composizione etnica della città era formata dall'87,61% di bianchi, lo 0,75% di afroamericani, lo 0,79% di nativi americani, lo 0,24% di asiatici, lo 0,16% di isolani del Pacifico, l'8,79% di altre razze, e l'1,66% di due o più etnie. Ispanici o latinos di qualunque razza erano il 21,29% della popolazione.
C'erano 1.018 nuclei familiari di cui il 28,7% aveva figli di età inferiore ai 18 anni, il 60,4% aveva coppie sposate conviventi, il 7,0% aveva un capofamiglia femmina senza marito, e il 29,0% erano non-famiglie. Il 23,2% di tutti i nuclei familiari erano individuali e il 7,8% aveva componenti con un'età di 65 anni o più che vivevano da soli. Il numero di componenti medio di un nucleo familiare era di 2,48 e quello di una famiglia era di 2,94.
La popolazione era composta dal 23,1% di persone sotto i 18 anni, l'8,0% di persone dai 18 ai 24 anni, il 26,6% di persone dai 25 ai 44 anni, il 28,0% di persone dai 45 ai 64 anni, e il 14,3% di persone di 65 anni o più. L'età media era di 40 anni. Per ogni 100 femmine c'erano 102,8 maschi. Per ogni 100 femmine dai 18 anni in giù, c'erano 99,1 maschi.
Il reddito medio di un nucleo familiare era di 42.317 dollari, e quello di una famiglia era di 47.464 dollari. I maschi avevano un reddito medio di 28.333 dollari contro i 23.375 dollari delle femmine. Il reddito pro capite era di 21.079 dollari. Circa il 2,0% delle famiglie e il 4,3% della popolazione erano sotto la soglia di povertà, incluso il 2,8% di persone sotto i 18 anni e il 4,5% di persone di 65 anni o più.